# Željko Kalac
Željko Kalac [ˈʒɛʎkɔ ˈkalats] född 16 december 1972 i Sydney, New South Wales är en fotbollsmålvakt från Australien med rötter från Balkan. Hans pappa är född och uppväxt i den Montenegrinska byn Selo Kalace som ligger vid staden Rožaje, medan hans mamma är från Kroatien.
År 1995 flyttade Kalac till Storbritannien och hamnade hos Leicester City FC som spelade i ligans division 1. Här spelade han tre matcher i representationslaget: en i ligan, en i ligacupen och en i kvalspelet till Premier League mot Crystal Palace FC. Avsikten var därefter att han skulle byta klubb till Wolverhampton Wanderers FC men på grund av problem med arbetstillstånd var han tvungen att återvända till Sydney.
1998 skrev han kontrakt med den nederländska klubben Roda JC som spelade i högsta ligan Eredivisie. Efter fyra år som lagets förstemålvakt flyttade han till Italien och Serie A-laget AC Perugia.
När Perugia 2005 på grund av ekonomiska problem flyttades ned till Serie C1 gick han över som free transfer till AC Milan och i mars 2007 förlängdes hans kontrakt att gälla till 2009.

## Klubbar (år och antal matcher)
- 1989–1995: Sydney United (92)
- 1995–1996: Leicester City (1)
- 1996–1998: Sydney United (41)
- 1998–2002: Roda JC (115)
- 2002–2005: AC Perugia (80)
- 2005–2009: AC Milan (38)
- 2009-2010: Kavala FC (9)

## Landslagsmeriter
- Han har spelat 54 matcher i Australiens landslag.